# Wings 3D
Wings 3D — бесплатная программа 3D-моделирования с открытым исходным кодом, на которую повлияли программы Nendo и Mirai от компании Izware. Программа получила название по названию технологии обработки полигонов, применённой в программе. Большинство пользователей называют её просто Wings.
Wings 3D доступна для многих платформ, включая Windows, Linux и Mac OS X. Программа использует окружение и язык программирования Erlang.

## Обзор
Wings 3D может быть использована для создания и текстурирования моделей с количеством полигонов от низкого до среднего. Программа не поддерживает анимацию и имеет в своём составе только рендер OpenGL, хотя модели могут экспортироваться во внешние программы рендеринга, например POV-Ray и YafaRay. Wings часто используется в комбинации с другими программами, которые являются более продвинутыми в отношении системы рендеринга и анимации, например Blender.

## Интерфейс
Wings 3D использует контекстное меню, в противоположность насыщенному графическому интерфейсу. Переключение различных методов редактирования (вертексы, рёбра, грани и объекты) осуществляется мышкой и клавиатурой. Так как Wings спроектирован для использования контекстного меню, каждый из методов имеет свой собственный набор команд для редактирования модели. Многие из этих команд одновременно имеют простые и сложные настройки, относящиеся к тому, как именно данный инструмент будет воздействовать на редактируемую модель. Программа также может накладывать текстуры и материалы на модель и имеет встроенный автогенератор текстурных координат.

## Особенности
- Разнообразные инструменты выделения и моделирования
- Инструмент моделирования поддерживает примагничивание и векторные операции
- Настраиваемые интерфейс пользователя и горячие клавиши
- Режим Tweak Mode, позволяющий быстро изменять модель
- Поддержка источников освещения, материалов, текстур, вершин
- Авторазвёртка
- Поддержка Ngon мешей.
- Менеджер расширений.
- Импорт и экспорт во многих популярных форматах

## Поддерживаемые форматы

### Импорт
- Nendo (.ndo)
- 3ds Max (.3ds)
- Adobe Illustrator (.ai)
- Autodesk FBX (.fbx)
- Lightwave 3D/Modo (программа) (.lwo/.lxo)
- Wavefront (.obj)
- PostScript (Inkscape) (.ps)
- Encapsulated PostScript (.eps)
- Stereolithography (.stl)

### Экспорт
- Nendo (.ndo)
- 3ds Max (.3ds)
- Adobe Illustrator (.ai)
- BZFlag (.bzw)
- Kerkythea (.xml)
- Autodesk FBX (.fbx)
- Lightwave 3D/Modo (.lwo/.lxo)
- Wavefront (.obj)
- POV-Ray (.pov)
- Cartoon Edges (.eps)
- Stereolithography (.stl)
- Renderware (.rwx)
- VRML 2.0 (.wrl)
- DirectX (.x)